# Iwanka Grybtschewa
Iwanka Dimitrowa Grybtschewa (bulgarisch Иванка Димитрова Гръбчева; * 28. Juli 1946 in Sofia; † 26. Mai 2013) war eine bulgarische Filmregisseurin. Sie erhielt ihre Ausbildung an der Hochschule für Film und Fernsehen in Potsdam-Babelsberg.

## Leben und Wirken

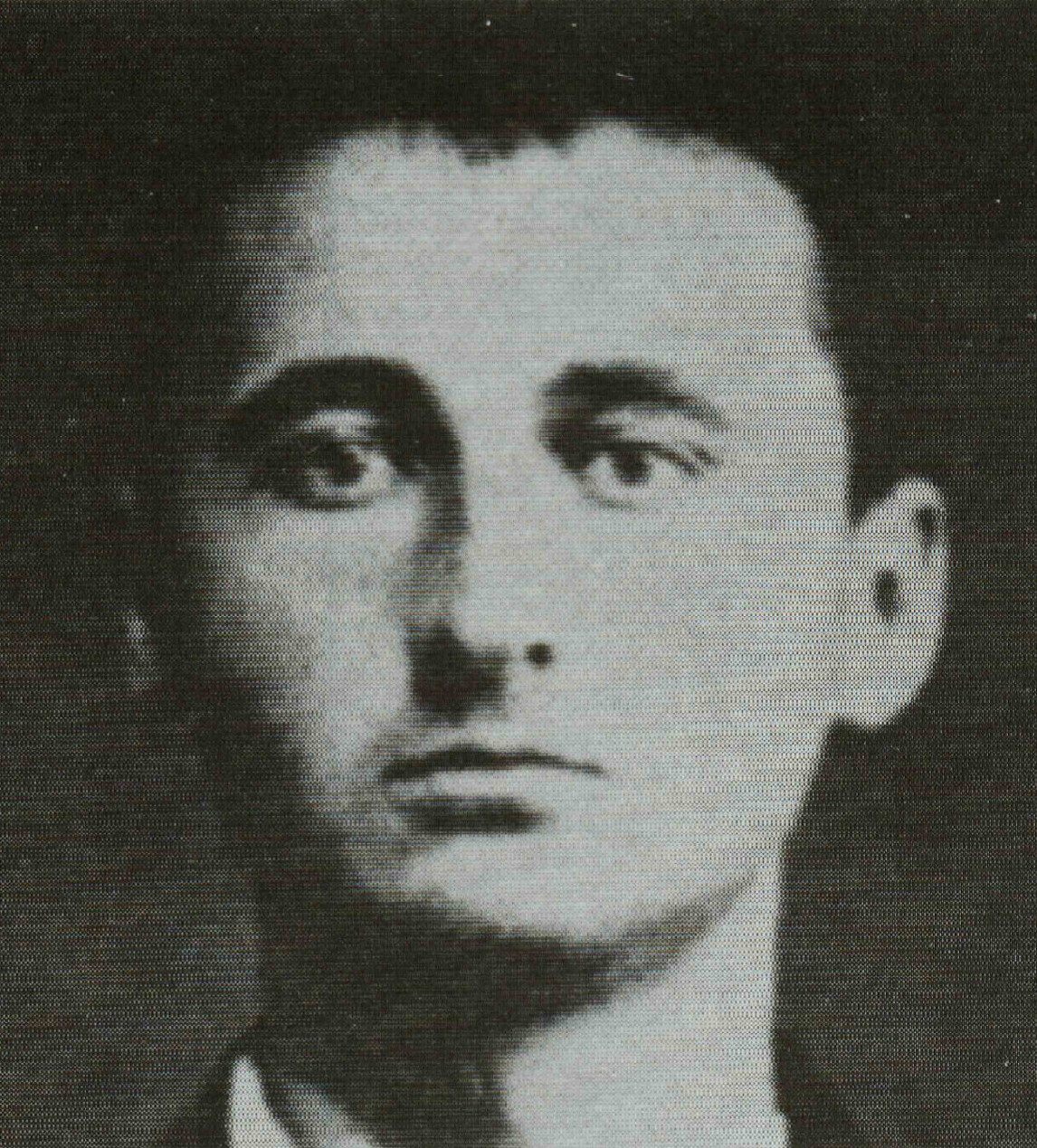
Der Vater Dimitar Grubtschew

Iwanka war eine Tochter der bekannten bulgarischen Partisanen Mitka Grabtschewa
(1916–1993) und Dimitar Grabtschew (1914–1968). Sie studierte in der DDR an der Filmhochschule Babelsberg und schloss dort 1966 ihr Studium ab.
In Bulgarien wirkte sie danach zuerst als Regieassistentin in einem Film mit dem bekannten westdeutschen Regisseur Wolfgang Staudte.
Danach war sie als Regisseurin am Staatlichen Filmstudio Bojana  in Sofia angestellt.
1976 absolvierte sie ein Filmstudium an der Filmhochschule in Moskau und kehrte danach nach Bulgarien zurück. Ab 1978 lehrte sie außerdem an der Akademie für Film- und Fernsehkunst in Sofia.
1991 endeten diese Festanstellungen.
Seitdem drehte Iwanka Grybtschewa weitere Filme freiberuflich, vor allem Serien. Seit 1998 unterrichtete sie außerdem Regie an der Universität in Weliko Tarnowo.

## Filmisches Schaffen
Iwanka Grybtschewa schuf vor allem Kinderfilme, von denen einige in Bulgarien sehr beliebt wurden und auch im Ausland Anerkennung erhielten. Außerdem drehte sie einige Gegenwartsfilme für Erwachsene.
Sie erhielt über zehn Filmpreise in der Sowjetunion, in Spanien, Portugal, im Iran, in Indien und Bulgarien.
2024 wurde ihr Diplomfilm Der Brief (1967) bei einer Jubiläumsveranstaltung zum 70-jährigen Bestehen der Filmhochschule Babelsberg als einer von sieben Studentenfilmen gezeigt.

## Filmografie
Einige Filme wurden in der DDR synchronisiert und gezeigt.
- 1966 Der Brief, HFF Babelsberg, Diplomfilm, 2024 wieder in Potsdam gezeigt

- 1968 Heimlichkeiten, BRD/Bulgarien, Regieassistentin bei Wolfgang Staudte
- 1969 Един миг свобода (Ein Augenblick Freiheit), über den Zweiten Weltkrieg[3]
- 1971 Глутницата (Die Meute), DEFA-Synchronisation, spannender Kundschafterfilm über die Zerschlagung einer antisozialistischen Sabotagegruppe[4]
- 1973 Деца играят вън, TV
- 1974 Изпити по никое време (Unverhoffte Prüfungen), zwei Gegenwartskinderfilme[5]

- 1974 При никого (Abschied von Zuhause), Gegenwartskinderfilm, 1978 DEFA-Synchronisation, danach auch im  DDR-TV[6][7]
- 1975 Хирурзи (Chirursi), 1978 DEFA-Synchronisation[8]

- 1976 Мечта Коли, Filmhochschule Moskau, Studentenkurzfilm, in russischer Sprache
- 1977–1979 Войната на таралежите, TV, 5 Folgen zu 58 Minuten, Kultserie in Bulgarien
- 1981 Пришествие
- 1982 Най-тежкият грях
- 1983 Златната река
- 1984 13-та годеница на принца (Die dreizehnte Braut des Prinzen), 1989 DEFA-Synchronisation, Märchenfilm[9][10]
- 1984 В името на народа (Mädchen an vorderster Front), Serie mit acht Teilen zu 58 Minuten, nach den Memoiren ihrer Mutter Mitka Grubtschewa über 1939, 1988 im DDR-Fernsehen[11]
- 1987 Ева на третия етаж
- 1989 Брачни шеги
- 1989 Разводи, разводи
- 1989 Карнавалът
- 1993–1996 Жребият, Serie mit 7 Folgen zu 56 Minuten[12]
- 1996–1997 Усмивките на таралежите, Kindersendung
- 1997 Бодлите на таралежите, TV-Serie, zehn Folgen zu 27 Minuten
- 2000 Големите игри, Serie, 10 Folgen zu 27 Minuten
- 2003 Една калория нежност
- 2006 Ваканцията на Лили, Serie mit sechs Folgen zu 56 Minuten